# Arroio Grande (ort)
Arroio Grande är en ort i Brasilien.   Den ligger i kommunen Arroio Grande och delstaten Rio Grande do Sul, i den södra delen av landet, 1 900 km söder om huvudstaden Brasília. Arroio Grande ligger 31 meter över havet och antalet invånare är 16 117.
Terrängen runt Arroio Grande är platt.
Trakten runt Arroio Grande består i huvudsak av gräsmarker. Runt Arroio Grande är det glesbefolkat, med 14 invånare per kvadratkilometer.